# HERO'S 2007 開幕戦 〜名古屋初上陸〜
HERO'S 2007 開幕戦 〜名古屋初上陸〜（ヒーローズ 2007 かいまくせん なごやはつじょうりく）は、日本の総合格闘技イベント「HERO'S」の大会の一つ。2007年3月12日、愛知県名古屋市の名古屋レインボーホールで開催された。

## 大会概要
HERO'S初の名古屋市開催となった本大会では所英男と安廣一哉によるミドル級（-70kg）ワンマッチが組まれた。

## 試合結果

### オープニングファイト
第1試合 90kg契約 5分2R
○  尾崎広紀 vs.  地主正孝 ×
1R 1:17 脇固め
第2試合 ミドル級 5分2R
○  金原正徳 vs.  徹肌ィ郎 ×
2R終了 判定2-0（19-19、20-19、20-19）
第3試合 90kg契約 5分3R
○  ベルナール・アッカ vs.  シン・ヒョンピョ ×
1R 1:11 TKO（レフェリーストップ：スタンドパンチ連打）

### 本戦カード
第1試合 90kg契約 1R10分、2R5分
○  メルヴィン・マヌーフ vs.  高橋義生 ×
1R 2:36 TKO（レフェリーストップ：右フック→パウンド）
第2試合 契約体重なし 5分3R
○  マイティ・モー vs.  キム・ミンス ×
1R 2:37 TKO（レフェリーストップ：右フック）
第3試合 ミドル級 5分3R
○  ビトー・"シャオリン"・ヒベイロ vs.  上山龍紀 ×
1R 1:48 腕ひしぎ十字固め
第4試合 ミドル級 5分3R
○  アンドレ・ジダ vs.  高谷裕之 ×
1R 3:29 TKO（ドクターストップ：鼻の骨折）
第5試合 契約体重なし 5分3R
○  柴田勝頼 vs.  山本宜久 ×
1R 6:23 TKO（レフェリーストップ：右フック→パウンド）
第6試合 契約体重なし 5分3R
○  ゲーリー・グッドリッジ vs.  ヤン・"ザ・ジャイアント"・ノルキヤ ×
1R 3:00 TKO（レフェリーストップ：パウンド）
第7試合 ライトヘビー級 1R10分、2R5分
○  桜庭和志 vs.  ユーリー・"PLAY BOY"・キセリオ ×
1R 1:26 腕ひしぎ十字固め
第8試合 ミドル級 5分3R
○  宮田和幸 vs.  ブラックマンバ ×
1R 3:38 変形チョークスリーパー
第9試合 ミドル級 5分3R
○  宇野薫 vs.  アリ・イブラヒム ×
1R 1:59 腕ひしぎ十字固め
第10試合 ミドル級 5分3R
○  所英男 vs.  安廣一哉 ×
1R 3:00 腕ひしぎ十字固め